# Jean de La Forest (1555-1590)
Pour les articles homonymes, voir Jean de La Forest.
 (septembre 2015).
Si vous disposez d'ouvrages ou d'articles de référence ou si vous connaissez des sites web de qualité traitant du thème abordé ici, merci de compléter l'article en donnant les références utiles à sa vérifiabilité et en les liant à la section « Notes et références ».
Jean de La Forest (1555-1590), seigneur de Rumilly, page du duc de Savoie-Nemours. Comme son père il porta les armes dès son jeune âge pour la défense de la religion catholique. Ses talents militaires et ses exploits dans la guerre contre les protestants de Genève et les confédérés suisses lui gagnèrent l’estime particulière du duc Charles-Emmanuel Ier, qui le nomma colonel du régiment de Savoie, en 1585.
Jean de La Forest combattit victorieusement les Bernois en 1589. Il contribua à les chasser des châteaux qu’ils occupaient dans le Faucigny, et prit d’assaut, après dix jours de siège, la forteresse de Bonne, où ils s’étaient retranchés. Il fut tué l’année suivante, le 17 septembre 1590, à la bataille de La Menoge, contre les Genevois, sous les yeux du duc Charles Emmanuel « après havoyr valliement combattu et capitayne de renom ». Quelques jours plus tard Son Altesse alla faire une visite de condoléances à sa veuve, au château de Rumilly.
Il avait épousé Charlotte du Crest, veuve de Nicolas d’Angeville, mariage béni en 1583. Elle était la fille d’Albert du Crest, seigneur de Cruseilles, veuf sans postérité de Barthélémye de Beaufort, et remarié à Louise de Viry.